# Псковская провинция

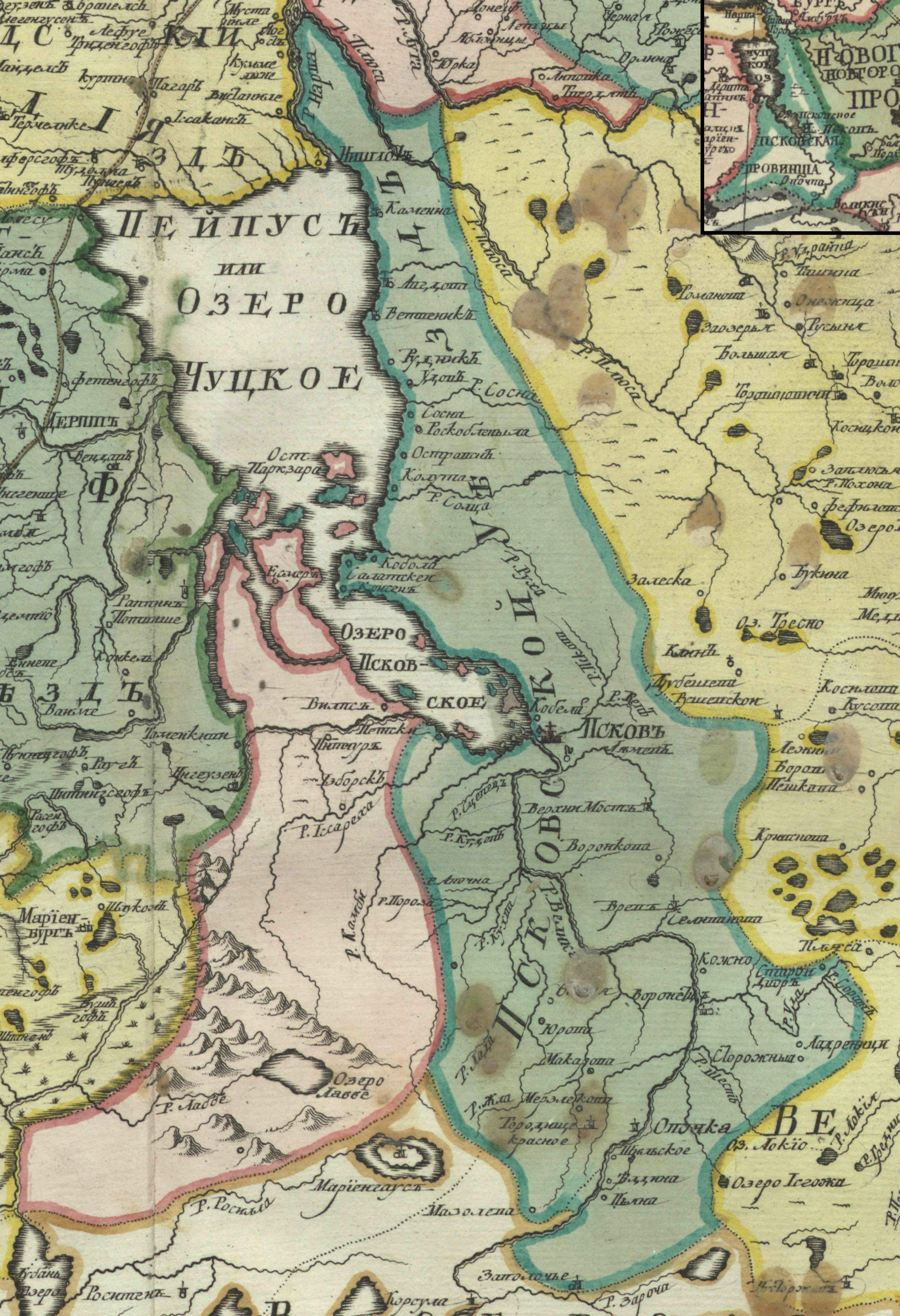
Территория Псковской провинции из Атласа Российского 1745 года

Пско́вская прови́нция — одна из провинций Российской империи. Центр — город Псков.
Псковская провинция была образована в составе Санкт-Петербургской губернии по указу Петра I «Об устройстве губерний и об определении в оныя правителей» 29 мая 1719 года. В состав провинции была включена территория бывшей Псковской земли: город Псков с пригородами Гдов, Изборск, Опочка, Остров, Ржева Пустая и Заволочье. По ревизии 1710 года в провинции насчитывалось 15,0 тыс. крестьянских дворов.
Указом Екатерины I от 29 апреля 1727 года Псковская провинция была включена в состав новой Новгородской губернии.
Указом Сената от 23 октября 1772 года Псковская провинция без Гдовского уезда (который был оставлен в Новгородской губернии) была включена в состав новой Псковской губернии, центром которой стал город Опочка.
По указу Екатерины II от 7 ноября 1775 года деление губерний на провинции решено было отменить.
Указом Екатерины II от 24 августа 1776 года территория упразднённой Псковской провинции была включена в состав преобразованной Псковской губернии с центром в городе Псков.